# Chloromyxum
Chloromyxum là một chi động vật thân nhớt ký sinh thuộc họ Chloromyxidae.
Các loài thuộc chi này có ở Bắc Mỹ và Úc.
Loài:
- Chloromyxum argusi Chandran, Zacharia & Sanil, 2018
- Chloromyxum atlantoraji Cantatore, Irigoitia, Holzer & Bartošová
- Chloromyxum caudatum Thélohan, 1895